# Andrew Vanoni
Andrew Vanoni (* 3. Dezember 1969 in Chur) ist ein Schweizer Unterhaltungskünstler, Schauspieler und Pantomime.

## Leben
Andrew Vanoni absolvierte von 1991 bis 1995 beim GAS (Gospel Art Studio) in Feldkirchen (München) eine Schule für Pantomime und Theater.
Nach der Ausbildung war er von 1996 bis 1997 Ensemblemitglied im Münchner Theater für Kinder. Nach dem Engagement beim Kindertheater machte er sich als Unterhaltungs- und Walk act Künstler selbstständig. 1997 besuchte er bei Carlos Martinez eine Weiterbildung in Pantomime. Aus dieser Zusammenarbeit entstanden von 2000 bis 2004 die gemeinsamen Pantomimentourneen „Stille Nacht“, welche durch Deutschland, die Schweiz und Frankreich führten. Als Strassenkünstler war er in über zehn Ländern in Europa unterwegs und war für einige Fernsehfilme tätig. Als Schauspieler und Pantomime tourte er mit jeweils unterschiedlichen Programmen zusammen mit Arno Backhaus (2003 und 2005) und Jörg Müller (2010 und 2011) durch Deutschland. Seit 1993 arbeitet Vanoni immer wieder zusammen mit der Bayerischen Staatsoper. Diese Kooperation führte ihn 2006 mit der Produktion „Tannhäuser“ u. a. nach Japan.
Im Januar 1999 gründete er zusammen mit Irmi Baumann seine eigene Unterhaltungsfirma: Business Entertainment. Das Duo hat sich in den Eventbereichen Walk acts, Unterhaltungskünstler und Entertainment spezialisiert. Diese Zusammenarbeit führte ihn u. a. mehrmals nach Japan und in verschiedene Länder Europas. Von 2012 bis 2013 absolvierte er bei der Zauberakademie Deutschland eine Ausbildung in der Zauberkunst. Daraus resultierte die Aufnahme in den Magischen Zirkel von Deutschland. 2014 gründete er zusammen mit 20er Jahre Show- und Tanzkünstlern die Charleston Company. 2015 folgte ein Engagement im Chor des Ältestenrates am Residenztheater München in der Theaterproduktion „König Ödipus“ unter der Regie von Mateja Koležnik. Weitere Auftritte erfolgten 2018 (Ein Volksfeind) und 2022 (Antigone) jeweils unter der Regie von Koležnik.
Seit 1992 lebt er in München.

## Filmografie
- 1997: Unterwegs in München
- 1999: Klick
- 1999: Schwestern
- 2000: Eine Liebe auf Mallorca 3
- 2000: Darüber lacht die Welt
- 2002: Marienhof
- 2008: Gott sei Dank
- 2010: Der Schlunz
- 2013: Gespensterjäger – Auf eisiger Spur
- 2013: Galileo
- 2024: Der Buchspazierer